# Жан-Батіст Шанфро
Жан-Батіст Шанфро (фр. Jean-Baptiste Chanfreau; 17 січня 1947 — 9 травня 2021) — колишній французький тенісист.
Найвищим досягненням на турнірах Великого шолома був півфінал в змішаному парному розряді.

## Фінали

### Парний розряд (2 поразки)
| Результат | W/L | Дата     | Турнір                | Покриття  | Партнер           | Суперники               | Рахунок       |
| --------- | --- | -------- | --------------------- | --------- | ----------------- | ----------------------- | ------------- |
| Поразка   | 0–1 | Вер 1972 | Сіетл, США            | Тверде    | Ванаро Н'Годрелла | Росс Кейс Джефф Мастерз | 6–4, 6–7, 4–6 |
| Поразка   | 0–2 | Січ 1974 | Philadelphia WCT, США | Килим (i) | Жорж Говен        | Пет Крамер Майк Естеп   | 1–6, 1–6      |